# Nicholas Farrell

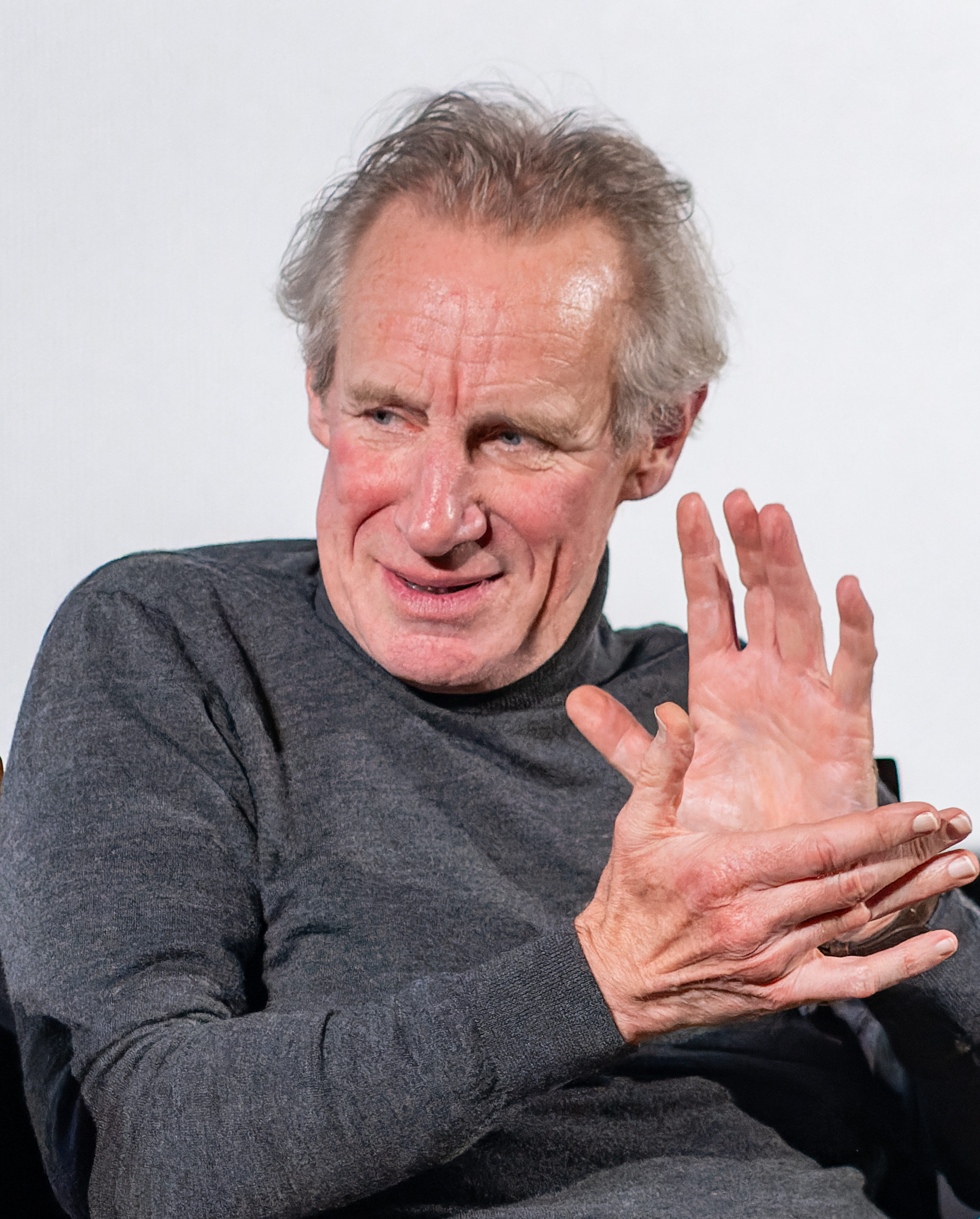
Nicholas Farrell (2023)

Nicholas Farrell (* 1955 in Brentwood, Essex als Nicholas C. Frost) ist ein britischer Schauspieler.

## Leben und Karriere
Nicholas Farrell studierte an der University of Nottingham und besuchte die Schauspielschule Bristol Old Vic Theatre School in Bristol, wo unter anderem Daniel Day-Lewis zu seinen Studienkollegen gehörte. Anschließend sammelte er erste Erfahrungen als Theaterschauspieler sowie gelegentlich in Fernsehproduktionen. Obwohl er seit den 1980er Jahren regelmäßig vor der Kamera steht, spielt er ebenfalls viele Theaterrollen und war lange Mitglied der Royal Shakespeare Company. Im Laufe seiner Theaterkarriere war er unter anderem am Royal Shakespeare Theatre, am Bristol Old Vic, am Royal Court Theatre und am Queen’s Theatre tätig. Am häufigsten spielte Farrell dabei in Werken von William Shakespeare.
International bekannt wurde Farrell 1981 als einer der Hauptdarsteller des oscarprämierten Sportfilmes Die Stunde des Siegers. Er spielte in diesem Film die historische Rolle des Athleten und Journalisten Aubrey Montague (1900–1948). In den folgenden Jahrzehnten spielte Farrell zahlreiche Haupt- und Nebenrollen, wobei er besonders häufig als Autoritätsfigur oder Charakter der britischen Oberschicht besetzt wurde. In den 1990er Jahren spielte er mit Othello, Hamlet und Was ihr wollt in gleich drei hochkarätig besetzten Shakespeare-Kinofilmen. 2006 trat er als Gemeindepfarrer und Vater von Rupert Grints Figur in der Komödie Driving Lessons – Mit Vollgas ins Leben auf. In Die Eiserne Lady war er 2011 als Airey Neave, ermordeter Vertrauter der von Meryl Streep gespielten Margaret Thatcher, zu sehen.
Im englischen Fernsehen übernahm er einige Rollen in mehrteiligen Verfilmungen literarischer Werke, so 1983 als Edmund Bertram in einer Adaption von Jane Austens Roman Mansfield Park und 2009 als jüdisches Holocaustopfer Fritz Pfeffer in einer Verfilmung des Tagebuchs der Anne Frank. Er übernahm eine wiederkehrende Rolle in der Serie Torchwood und spielte Gastrollen in Fernsehkrimis wie Inspector Barnaby und Lewis – Der Oxford Krimi.
Nicholas Farrell ist seit 2005 mit der schottischen Schauspielerin Stella Gonet verheiratet, sie haben zwei Kinder.

## Filmografie (Auswahl)
- 1975: Play for Today (Fernsehserie, 1 Folge)
- 1981: Die Stunde des Siegers (Chariots of Fire)
- 1983: Mansfield Park (Fernseh-Miniserie, sechs Folgen)
- 1984: Greystoke – Die Legende von Tarzan, Herr der Affen (Greystoke: The Legend of Tarzan, Lord of the Apes)
- 1987: Playing Away
- 1992: Agatha Christie’s Poirot (Fernsehserie, Folge Mord nach Fahrplan)
- 1993: Lippenstift am Kragen (Lipstick on Your Collar, Fernseh-Miniserie, sechs Folgen)
- 1994: MacGyver – Endstation Hölle (McGyver: Trail to Doomsday, Fernsehfilm)
- 1995: Ein Winternachtstraum (In the Bleak Midwinter)
- 1995: Othello
- 1996: Hamlet
- 1996: Was ihr wollt (Twelth Night)
- 1998: Der Legionär (Legionnaire)
- 1999: Plunkett & Macleane – Gegen Tod und Teufel (Plunkett & Macleane)
- 1999: Beautiful
- 1999: Inspector Barnaby (Midsomer Murders, Fernsehserie, Folge 2x02 Der Würger von Raven’s Wood)
- 2001: Pearl Harbor
- 2001: Die Entdeckung des Himmels (The Discovery of Heaven)
- 2001: Die Liebe der Charlotte Gray (Charlotte Gray)
- 2002: Bloody Sunday
- 2003: The Third Wave – Die Verschwörung (Den tredje vågen)
- 2005: Der blaue Express (The Mystery of the Blue Train, Fernsehfilm)
- 2006: Driving Lessons – Mit Vollgas ins Leben (Driving Lessons)
- 2006: Piraten der Karibik (Blackbeard, Fernseh-Miniserie, drei Folgen)
- 2006: Amazing Grace
- 2007: Persuasion (Fernsehfilm)
- 2007: Inspector Lynley (The Inspector Lynley Mysteries, Fernsehserie, 1 Folge)
- 2008: Waking the Dead – Im Auftrag der Toten (Waking the Dead, Fernsehserie, 2 Folgen)
- 2009: The Diary of Anne Frank (Fernseh-Miniserie, vier Folgen)
- 2009: Torchwood (Fernsehserie, fünf Folgen)
- 2009: Heartbeat (Fernsehserie, 1 Folge)
- 2010: Lewis – Der Oxford Krimi (Lewis, Fernsehserie, 1 Folge)
- 2010: Terry Pratchett – Ab die Post (Going Postal)
- 2011: Late Bloomers
- 2011: New Tricks – Die Krimispezialisten (New Tricks, Fernsehserie, 1 Folge)
- 2011: Death in Paradise (Fernsehserie, 1x03)
- 2011: Die Eiserne Lady (The Iron Lady)
- 2013: Summer in February
- 2014: Grace of Monaco
- 2015: Father Brown (Fernsehserie, 1 Folge)
- 2015: Mortdecai – Der Teilzeitgauner (Mortdecai)
- 2015: Legend
- 2016: Jack the Ripper – Eine Frau jagt einen Mörder (Fernsehfilm)
- 2017: Lies We Tell: Gefährliche Wahrheit (Lies We Tell)
- 2018: Hurricane – Luftschlacht um England (Hurricane)
- 2019: The Coldest Game
- 2019: Inspector Barnaby (Midsomer Murders, Fernsehserie, Folge 20x03 Was geschah wirklich auf Schloss Argo?)
- 2020: White House Farm Murders (Fernseh-Miniserie, 3 Folgen)
- 2020: The Crown (Fernsehserie, Folge 48:1)
- 2020: Dream Horse
- 2021–2023: The Nevers (Fernsehserie, 3 Folgen)
- 2021: Silent Witness (Fernsehserie, 2 Folgen)
- 2022: Gentleman Jack (Fernsehserie, 4 Folgen)
- 2022/2024: Signora Volpe (Fernsehserie, 2 Folgen)
- 2022: A Christmas Carol: A Ghost Story (Fernsehfilm)
- 2023: Der junge Inspektor Morse (Endeavour, Fernsehserie, Folge 9x01)
- 2023: Die Witwe Clicquot (Widow Clicquot)
- 2023: Bodies (Miniserie, 6 Folgen)
- 2024: In ewiger Schuld (Fool Me Once, Miniserie, Folge 5)